# أتلتيكو مدريد موسم 2021–22
موسم 2021-22 هو الموسم 115 في وجود أتلتيكو مدريد والموسم العشرين على التوالي للنادي في دوري الدرجة الأولى لكرة القدم الإسبانية. بالإضافة إلى الدوري المحلي، سيُشارك أتلتيكو مدريد في نسخة هذا الموسم من كأس ملك إسبانيا حيثُ فاز به 10 مرات أخرها في عام 2013 بعد فوزه على ريال مدريد.

## أطقم الموسم
| الطقم الأساسي | الأساسي مخت. 1 | الأساسي مخت. 2 (أساسي أوروبا) | الطقم الثاني | الطقم الثالث | الطقم الرابع | طقم الحارس 1 | طقم الحارس 2 | طقم الحارس 3 |

## اللاعبون

### تشكيلة الفريق
آخر تحديث 27 يناير 2022.
ملاحظة: تشير الأعلام إلى المنتخب الوطني على النحو المحدد في قواعد الأهلية للفيفا. قد يحمل اللاعبون أكثر من جنسية واحدة غير تابعة للفيفا.
| الرقم | البلد                  | المركز | اللاعب                            |
| ----- | ---------------------- | ------ | --------------------------------- |
| 1     | فرنسا                  | حارس   | بنجامين ليكومت (معارًا من موناكو)  |
| 2     | الأوروغواي             | مدافع  | خوسيه خيمينيز (القائد الثالث)     |
| 4     | جمهورية إفريقيا الوسطى | وسط    | جيفري كوندوغبيا                   |
| 5     | الأرجنتين              | وسط    | رودريغو دي بول                    |
| 6     | إسبانيا                | وسط    | كوكي                              |
| 7     | البرتغال               | مهاجم  | جواو فيليكس                       |
| 8     | فرنسا                  | مهاجم  | أنطوان غريزمان (معارًا من برشلونة) |
| 9     | الأوروغواي             | مهاجم  | لويس سواريز                       |
| 10    | الأرجنتين              | مهاجم  | أنخيل كوريا                       |
| 11    | فرنسا                  | وسط    | توماس ليمار                       |
| 12    | البرازيل               | مدافع  | رينان لودي                        |

| الرقم | البلد        | المركز | اللاعب                   |
| ----- | ------------ | ------ | ------------------------ |
| 13    | سلوفينيا     | حارس   | يان أوبلاك (نائب القائد) |
| 14    | إسبانيا      | وسط    | ماركوس يورينتي           |
| 15    | الجبل الأسود | مدافع  | ستيفان سافيتش            |
| 16    | المكسيك      | وسط    | هكتور هيريرا             |
| 17    | الدنمارك     | وسط    | دانييل فاس               |
| 18    | البرازيل     | مدافع  | فيليبي                   |
| 19    | البرازيل     | مهاجم  | ماتيوس كونيا             |
| 21    | بلجيكا       | وسط    | يانيك كاراسكو            |
| 22    | إسبانيا      | مدافع  | ماريو هيرموسو            |
| 23    | موزمبيق      | مدافع  | رينيلدو ماندافا          |
| 24    | كرواتيا      | مدافع  | شيمي فرساليكو            |

## الإنتقالات

### القادمون
| تاريخ         | الاعب             | من               | الإنتقال       | ثمن الصفقة     | الموقع الرسمي |
| ------------- | ----------------- | ---------------- | -------------- | -------------- | ------------- |
| 30 يونيو 2021 | سانتياغو أرياس    | باير ليفركوزن    | إنتهاء الإعارة | إنتهاء الإعارة | [ 2 ]         |
| 30 يونيو 2021 | دييغو كوند        | نادي ليغانيس     | إنتهاء الإعارة | إنتهاء الإعارة | [ 3 ]         |
| 30 يونيو 2021 | نيكولاس إيبانيز   | أتليتكو سان لويس | إنتهاء الإعارة | إنتهاء الإعارة | [ 4 ]         |
| 30 يونيو 2021 | فيكتور موليخو     | ريال مايوركا     | إنتهاء الإعارة | إنتهاء الإعارة | [ 5 ]         |
| 30 يونيو 2021 | فرانسيسكو مونتيرو | نادي بشكتاش      | إنتهاء الإعارة | إنتهاء الإعارة | [ 6 ]         |
| 30 يونيو 2021 | ألفارو موراتا     | يوفنتوس          | إنتهاء الإعارة | إنتهاء الإعارة | [ 7 ]         |
| 30 يونيو 2021 | نيهان بيريز       | نادي غرناطة      | إنتهاء الإعارة | إنتهاء الإعارة | [ 8 ]         |
| 30 يونيو 2021 | داريو بوفيدا      | نادي خيتافي      | إنتهاء الإعارة | إنتهاء الإعارة | [ 9 ]         |
| 30 يونيو 2021 | رودريغو ريكيلمي   | نادي بورنموث     | إنتهاء الإعارة | إنتهاء الإعارة | [ 10 ]        |
| 30 يونيو 2021 | مانو سانشيز       | أوساسونا         | إنتهاء الإعارة | إنتهاء الإعارة | [ 11 ]        |
| 30 يونيو 2021 | إيفان شابونييتش   | نادي قادش        | إنتهاء الإعارة | إنتهاء الإعارة | [ 12 ]        |
| 30 يونيو 2021 | آكسيل فيرنير      | أتليتكو سان لويس | إنتهاء الإعارة | إنتهاء الإعارة | [ 13 ]        |

### المغادرون
| تاريخ         | لاعب            | إلى          | الإنتقال       | ثمن الصفقة     | الموقع الرسمي |
| ------------- | --------------- | ------------ | -------------- | -------------- | ------------- |
| 30 يونيو 2021 | موسى ديمبيلي    | ليون         | إنتهاء الإعارة | إنتهاء الإعارة | [ 14 ]        |
| 30 يونيو 2021 | لوكاس توريرا    | نادي أرسنال  | إنتهاء الإعارة | إنتهاء الإعارة | [ 15 ]        |
| 1 يوليو 2021  | نيكولاس إيبانيز | نادي باتشوكا | الإنتقال       | غير معلنة      | [ 16 ]        |

## مسابقات

### ملخص
| المنافسة        | أول مباراة | آخر مباراة | الدور الافتتاحي | المركز النهائي | السجل | السجل | السجل | السجل | السجل | السجل | السجل | السجل   |
| المنافسة        | أول مباراة | آخر مباراة | الدور الافتتاحي | المركز النهائي | لعب   | ف     | ت     | خ     | له    | عليه  | ف.أ.  | الفوز % |
| --------------- | ---------- | ---------- | --------------- | -------------- | ----- | ----- | ----- | ----- | ----- | ----- | ----- | ------- |
| الدوري الاسباني | أغسطس 2021 | مايو 2022  | الجولة 1        |                | 0     | 0     | 0     | 0     | 0     | 0     | +0    | —       |
| كأس ملك إسبانيا | TBD        |            | دور 32          |                | 0     | 0     | 0     | 0     | 0     | 0     | +0    | —       |
| المجموع         | المجموع    | المجموع    | المجموع         | المجموع        | 0     | 0     | 0     | 0     | 0     | 0     | +0    | —       |

آخر تحديث: أغسطس 2021
المصدر: المنافسات

### الدوري الإسباني

#### جدول دوري
| م | الفريق         | لعب | ف  | ت  | خ  | أ.له | أ.ع | أ.ف | نقاط | التأهل أو الهبوط                                |
| - | -------------- | --- | -- | -- | -- | ---- | --- | --- | ---- | ----------------------------------------------- |
| 1 | ريال مدريد (C) | 38  | 26 | 8  | 4  | 80   | 31  | +49 | 86   | التأهل إلى مرحلة المجموعات في دوري أبطال أوروبا |
| 2 | برشلونة        | 38  | 21 | 10 | 7  | 68   | 38  | +30 | 73   | التأهل إلى مرحلة المجموعات في دوري أبطال أوروبا |
| 3 | أتلتيكو مدريد  | 38  | 21 | 8  | 9  | 65   | 43  | +22 | 71   | التأهل إلى مرحلة المجموعات في دوري أبطال أوروبا |
| 4 | إشبيلية        | 38  | 18 | 16 | 4  | 53   | 30  | +23 | 70   | التأهل إلى مرحلة المجموعات في دوري أبطال أوروبا |
| 5 | ريال بيتيس     | 38  | 19 | 8  | 11 | 62   | 40  | +22 | 65   | التأهل إلى مرحلة المجموعات في الدوري الأوروبي   |

### كأس السوبر الإسباني
| 2022 يناير 20 نصف النهائي | أتلتيكو مدريد | v | أتلتيك بلباو | مدينة جدة في السعودية، ملعب الجوهرة |
| --:--                     |               |   |              |                                     |